# Hradište pod Vrátnom
Hradište pod Vrátnom (in ungherese Harádics, in tedesco Hradisch) è un comune della Slovacchia facente parte del distretto di Senica, nella regione di Trnava.